# Kloster Cloonameehan
Koordinaten: 54° 3′ 36,7″ N, 8° 35′ 27,1″ W

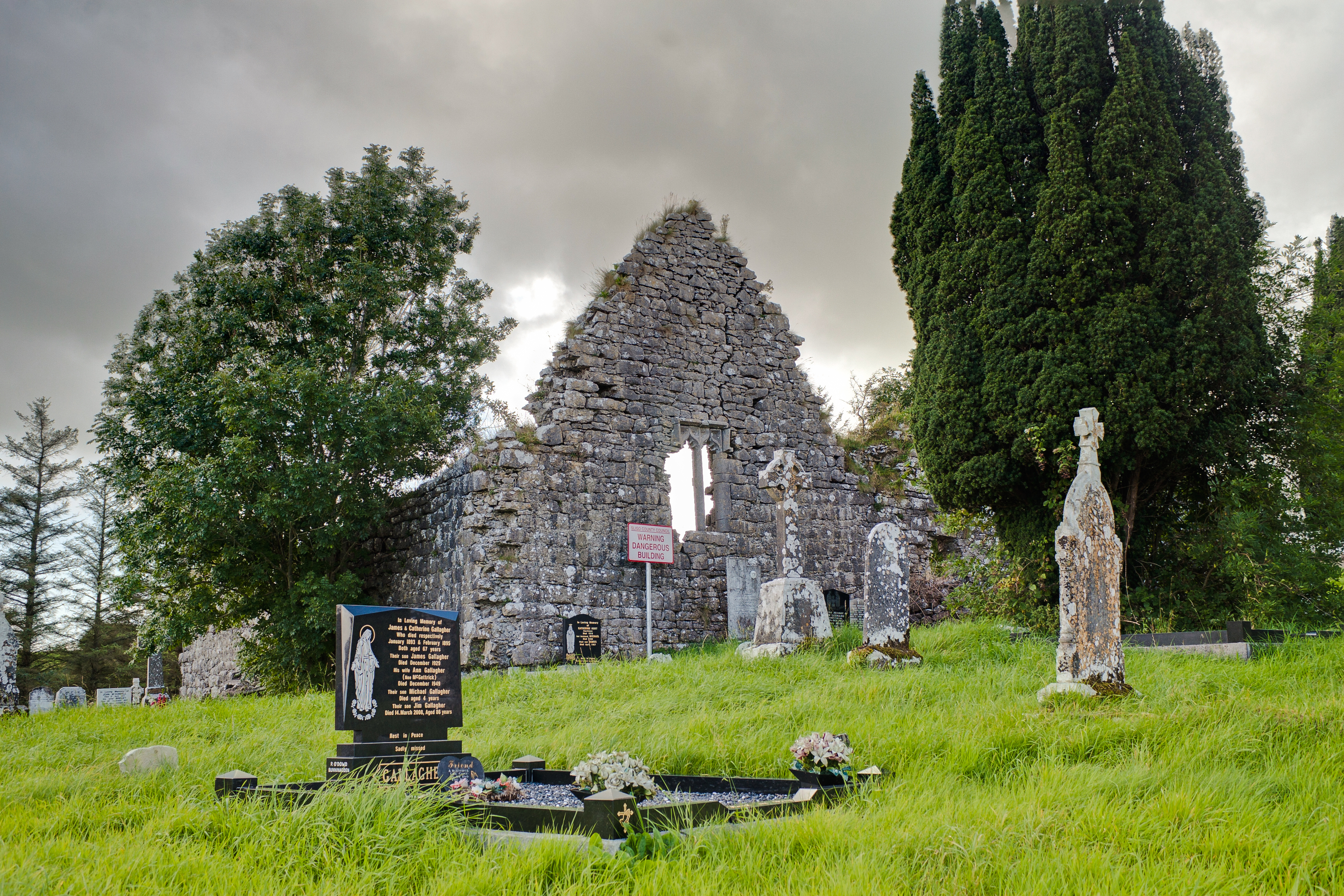
Ostgiebel des Kirchenschiffs

Das Kloster Cloonameehan (englisch Cloonameehan Priory, irisch Mainistir Chluain Uí Mhiacháin) wurde 1488 von Eóghan Mac Donagh als Haus der Dominikaner gegründet im heutigen Townland Rinnarogue im Süden des County Sligo, Irland, in der Diözese Achonry. Das Kloster wurde um 1584 im Rahmen der Reformation aufgehoben.

## Geographische Lage
Das Kloster liegt zwischen Ballymote und Tobercurry unmittelbar an der heutigen R296 etwa zwei Kilometer nordöstlich der kleinen Ortschaft Bunnanadan. Das Gelände ist durch hügelige Drumlins geprägt und der Grund, auf dem die verbliebene Anlage steht, ist sanft abschüssig in südlicher Richtung zur Straße hin. Bei dem Boden der Region handelt es sich um den in Irland recht häufig vorkommenden graubraunen Podsol, einem durch die besonders zahlreichen Niederschläge in der Region vergleichsweise an Nährstoffen armen Boden.
Der Ortsname Cloonameehan (irisch Cluain Uí Mhiacháin, übersetzt „Weide der Ua Miacháin“) verweist auf die Familie der Ua Miadhacháin, die in der Region ansässig waren.

## Geschichte
Cloonameehan war eine kleine Gründung und wird von Sir James Ware in seiner Auflistung der irischen Klöster nicht erwähnt. Erst dem Historiker der Dominikaner, Thomas Burke, gelang im 18. Jahrhundert der Nachweis der Gründung, als er in den päpstlichen Archiven eine Kopie eines Schreibens Innozenz VIII. entdeckte. Ähnlich wie bei der 1442 erfolgten Gründung der Terziaren in Ballymote handelte es sich um eine konzertierte Aktion, bei der drei Gründer eine gemeinsame Petition an den Papst richteten, die Gründung dreier Häuser zu genehmigen. Zusammen mit Cloonameehan wurden noch zwei Häuser in den Diözesen von Kildare und Meath beantragt, die jedoch nicht in einem erkennbaren Maße über das Planungsstadium hinauskamen. Trotz der späten Gründung gehörte Cloonameehan nicht der Observanzbewegung an und blieb ihr auch fern.
Die Gründungsfamilie der MacDonaghs war eng mit dem Dominikanerkloster in Sligo verbunden. Brian MacDonagh war Prior in Sligo und baute das Kloster nach dem Brand im Jahr 1414 wieder auf. Der Gründer Eóghan Mac Donagh wurde von O’Sullivan nicht in den Genealogien gefunden, könnte aber seiner Ansicht nach mit dem MacDonagh von Ballymote identisch sein, der 1516 in einer Auseinandersetzung mit den O’Donnell fiel. Cloonameehan stand unter der Leitung von Sligo und hatte daher den Charakter einer missionarischen Außenstelle in einer abgelegenen ländlichen Region.
Zum Besitz des Klosters gehörte ein Quarter Land, das sich Rinnarogue nannte – der Name, der für das Townland übernommen wurde. Ähnlich wie bei Rathfran mussten die Bewohner auf diesem Landbesitz den Zehnt leisten, aber in diesem Fall bezog sich das wahrscheinlich nur auf Abgaben aus Ernteerträgen.
Um 1584 wurde das Kloster aufgehoben und 1588 fiel der Besitz an Richard Kyndelinshe (oder Kindlemersh). Zu den späteren Besitzern gehörte die Familie Taaff und der Earl of Shelburne.

## Architektur

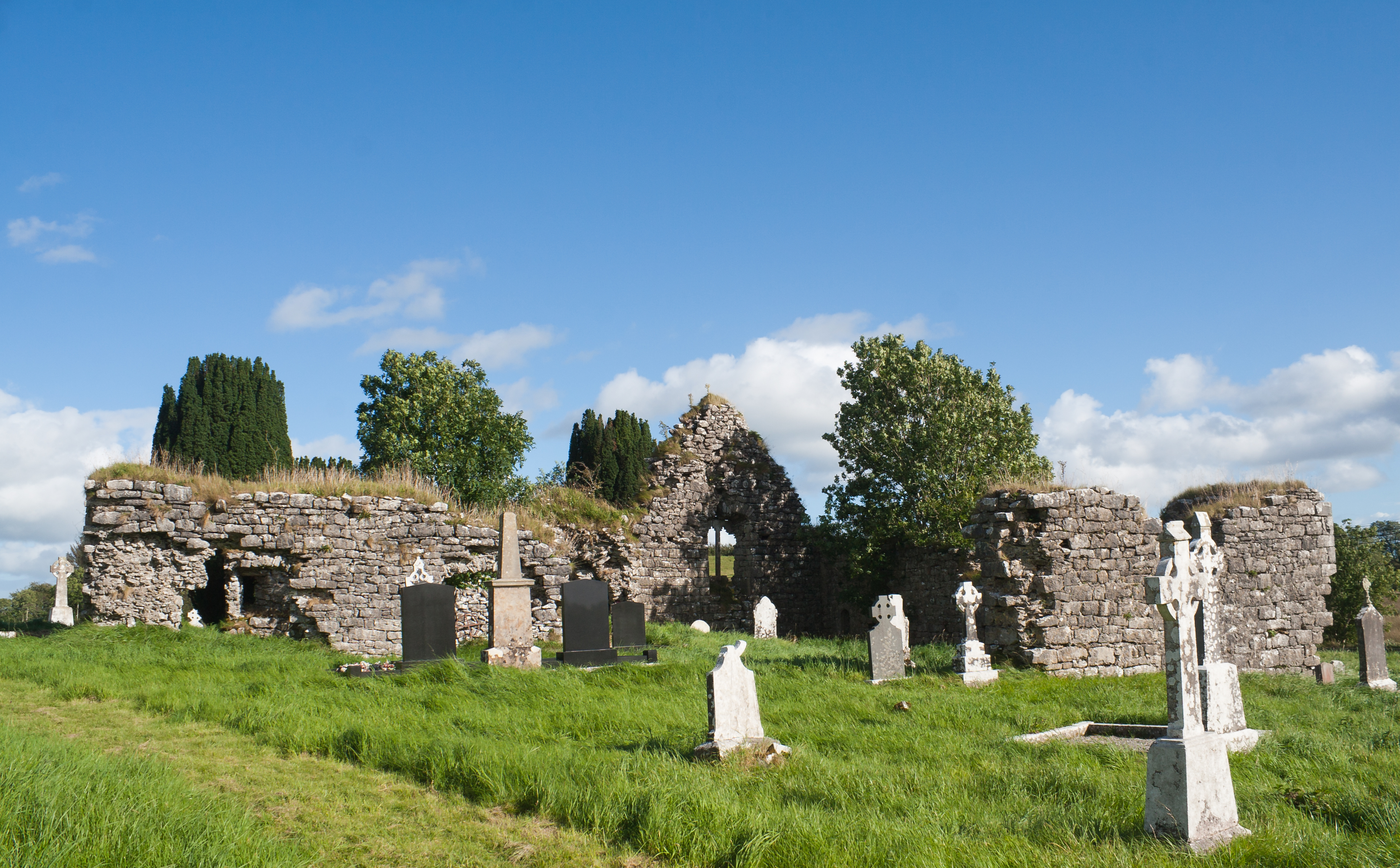
Westansicht der Klosterruine mit der Kirche rechts und Resten der Nebengebäude links

Die noch erhaltene Bausubstanz bestätigt die Gründungszeit Ende des 15. Jahrhunderts. Die sich in west-östlicher Richtung erstreckende Kirche hat einen rechteckigen Grundriss mit äußeren Maßen von 18,7 m × 7,8 m. Die Mauern wurden aus unbehauenen Kalkstein unter Verwendung von Mörtel errichtet. Die Nordwand fehlt und nur der Ostgiebel steht noch in fast ursprünglicher Höhe mit einem einfachen, zweigliedrigen spätgotischen Fenster, das oben durch Kielbögen abgeschlossen ist durch eine Verdachung geschützt wird. Von den Nebengebäuden ist sehr wenig erhalten. Die Gewölbereste deuten aber darauf hin, dass diese zweistöckig ausgeführt gewesen sind.